# Juan Vizcaíno
Juan Vizcaíno Morcillo (født 6. august 1966 i La Pobla de Mafumet, Spanien) er en spansk tidligere fodboldspiller (midtbane). Han spillede 15 kampe for Spaniens landshold.
Vizcaíno repræsenterede Atlético Madrid i otte sæsoner, og vandt både det spanske mesterskab og tre Copa del Rey-titler med klubben.

## Titler
La Liga
- 1996 med Atlético Madrid

Copa del Rey
- 1991, 1992 og 1996 med Atlético Madrid